# Montgomery (Luisiana)
Montgomery é uma cidade  localizada no estado americano de Luisiana, na Paróquia de Grant.

## Demografia
Segundo o censo americano de 2000, a sua população era de 787 habitantes.
Em 2006, foi estimada uma população de 835, um aumento de 48 (6.1%).

## Geografia
De acordo com o United States Census Bureau tem uma área de
5,4 km², dos quais 5,4 km² cobertos por terra e 0,0 km² cobertos por água. Montgomery localiza-se a aproximadamente 43 m acima do nível do mar.

## Localidades na vizinhança
O diagrama seguinte representa as localidades num raio de 24 km ao redor de Montgomery.